# Yuttajak Kornchan
Yuttajak Kornchan (thailändisch ยุทธจักร ก้อนจันทร์, * 31. Mai 1982 in Nan), auch als Nhon (thailändisch หนอน) bekannt, ist ein thailändischer Fußballspieler.

## Karriere

### Verein
Yuttajak Kornchan stand von 2003 bis 2006 bei den vietnamesischen Vereinen Hoàng Anh Gia Lai in Pleiku und An Giang FC in Mỹ Tho unter Vertrag. Wo er vorher gespielt hat, ist unbekannt. 2007 kehrte er nach Thailand zurück, wo er einen Vertrag beim Erstligisten PEA FC in Buriram unterschrieb. 2008 wurde er mit Buriram thailändischer Meister. 2009 wechselte er nach Indonesien, wo ihn Pelita Jaya FC aus Karawang unter Vertrag nahm. Mitte 2010 kehrte er zu Buriram zurück. 2011 wurde er wieder thailändischer Meister. 2011 und 2012 gewann er mit Buriram den FA Cup und den Thai League Cup. Mitte 2012 nahm ihn der Erstligaaufsteiger Chainat FC aus Chainat unter Vertrag. Hier spielte er bis Ende 2014. Chiangrai United, ein Erstligist aus Chiangrai verpflichtete ihn 2014 für zwei Jahre. Für den Ligakonkurrenten Navy FC aus Sattahip spielte er die Saison 2017. 2018 kehrte er zu Chiangrai United zurück. Für Chiangrai spielte er die Hinserie. Nach der Hinserie wurde er an den Zweitligisten Chiangmai FC ausgeliehen. Mit dem Verein aus Chiangmai wurde er 2018 Tabellendritter und stieg somit in die erste Liga auf. 2020 wechselte er zum Zweitligaaufsteiger Phrae United FC nach Phrae. Für den Verein stand er 36-mal in der zweiten Liga auf dem Spielfeld. Am Saisonende 2021/22 wurde sein Vertrag nicht verlängert.

### Nationalmannschaft
Yuttajak Kornchan spielte 2004 zweimal in der thailändischen Nationalmannschaft. Hier kam er in den Freundschaftsspielen gegen Deutschland und Estland zum Einsatz.

## Erfolge
Buriram United
- Thai Premier League: 2008, 2011
- FA Cup: 2011, 2012
- Thai League Cup: 2011, 2012